# Callicebus dubius
Il callicebo misterioso o callicebo di Hershkovitz (Callicebus dubius Hershkovitz, 1988) è un primate platirrino della famiglia dei Pitecidi.
Vive nella zona di confine fra Brasile (stati dell'Acre ed Amazonas), Bolivia (dipartimento di Pando) e Perù (regioni di Madre de Dios e Ucayali), dove popola le aree di foresta pluviale.
Poco o niente si sa di questa specie di titi scoperta solo recentemente, poiché mancano ancora studi approfonditi sulle sue abitudini: si ritiene tuttavia che essa non differisca poi di molto dalle congeneri, che sono in generale scimmiette di lunghezza inferiore al metro, di cui più della metà spetta alla coda, con pelo grigiastro e tonalità rossicce attorno alla parte inferiore della testa, di abitudini diurne ed arboricole, che vivono in nuclei familiari formati da una coppia riproduttrice con 2-3 figli di diverse età.

## Distribuzione
Ha una diffusione relativamente ampia, ma poco conosciuta, che comprende parti della Bolivia settentrionale, del Perù sud-orientale e di tre stati brasiliani. Si trova tra i fiumi Madeira e Purus. Nel confine settentrionale, si incontra su entrambe le sponde del fiume Mucuim e su entrambi gli affluenti della sponda destra (est) del Rio Purús.

## Status e conservazione
Questa specie si trova in una remota regione isolata dell'Amazzonia e non è considerata minacciata immediatamente.